# Getter

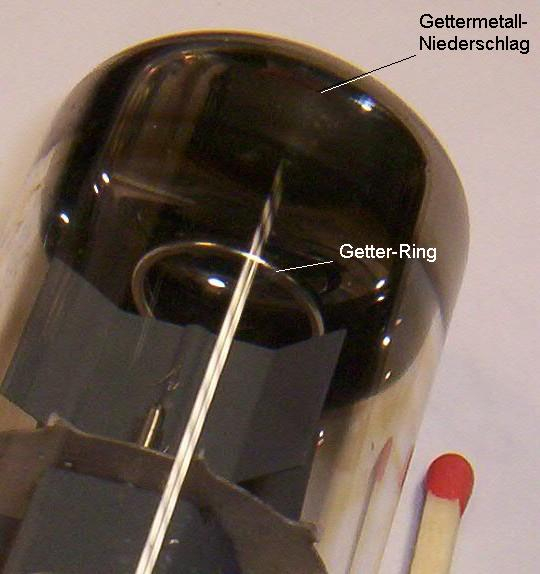
Getter (pierścień i lustro) w lampie elektronowej

Getter, geter, pochłaniacz gazów – substancja chemiczna umieszczana we wnętrzu przyrządu próżniowego np. lampy elektronowej.
Jego zadanie to utrzymywanie w danym przyrządzie próżni przez pochłanianie resztek gazów (zarówno tych pozostałych przy produkcji, jak i mogących się wytwarzać podczas pracy urządzenia). Gazy są niepożądane w przyrządach próżniowych, ponieważ powodują ich szybsze zużycie oraz pogarszają parametry pracy. W lampach elektronowych małej mocy jako getter stosuje się zwykle bar lub jego stop naniesiony na ściankę bańki (w postaci lustrzanej plamy). Do getterów zalicza się również cez i rubid.